# Gabriel Florent Auguste de Choiseul-Gouffier
Marie Gabriel Florent Auguste de Choiseul-Gouffier, född 27 september 1752 i Paris, död 20 juni 1817 i Aix-la-Chapelle, var en fransk diplomat och arkeolog. 
Choiseul-Gouffier studerade fornminnen, land och folk i Grekland, och utgav Voyage pittoresque de la Grèce (3 band, 1780–1824). Han blev medlem i Franska akademien 1783. Mellan 1784 och 1792 var han ambassadör i Konstantinopel. I sin diplomatiska gärning sökte han motarbeta svensk-turkisk samverkan mot Ryssland och stödde den grekiska självständighetsrörelsen. Efter det franska kungadömets fall 1792 blev Choiseul-Gouffier återkallad men trotsade konventet. Han upprätthöll förbindelser med bourbonerna och tvingades att fly till Sankt Petersburg. I den ryska staden blev han direktör för konstakademien. Han blev även kejsarinnans bibliotekarie. 
År 1802 återvände Choiseul-Gouffier till Frankrike som privatlärd. Ludvig XVIII gjorde honom till pär 1814. Han blev också generallöjtnant och ledamot av kabinettsrådet. Efter sin död donerade han sina efterlämnade konstsamlingar till Louvren.